# 茱莉亞·麥可斯
茱莉亞·凱琳·卡瓦索斯（1993年11月13日—），藝名茱莉亞·麥可斯（英語：John Michaels），是一名美國歌手及詞曲作家。她自青少年時期開始演唱，之後更曾為包括黛米·洛瓦托、赛琳娜·戈麦斯、海莉·史坦菲德、五佳人及關·史蒂芬妮等知名歌手寫歌。麥可斯在2017年與聯眾唱片簽約並發行她的首張單曲〈Issues〉，這首歌曾登上《告示牌》百强单曲榜第11名，並獲美國唱片業協會認證為雙白金唱片，這首歌隨後也收錄於她的首張迷你專輯《Nervous System》之中。

## 生涯

### 早年生活
1993年，茱莉亞·卡瓦索斯生於美國艾奧瓦州達文波特。父親胡安·曼努埃爾·卡瓦索斯（Juan Manuel Cavassos）為波多黎各人，為了在洛杉磯擔任演員而改名為約翰·麥可斯。10歲那年舉家遷往加利福尼亞州聖塔克拉利塔，當時，她的姊姊潔登·麥可斯便已是一名歌手，她總會跟著母親一同去姊姊的舞蹈及聲樂課。11歲時，她的母親在街上以身上的鑽戒作為抵押，購入一台兒童三角鋼琴，促使麥可斯在12歲開始學習彈奏鋼琴。
15歲的麥可斯在出席潔登的試唱會時，結識了詞曲作家喬琳·貝爾（Joleen Belle），自始兩人便一同共事。兩人與麥克·麥格利蒂（Mike McGarity）合作創作的歌曲〈Can't Do It Without You〉，更獲選為美國情境喜劇《奧斯汀與艾莉》的主題曲。在透過貝爾的介紹之下，麥可斯認識了琳蒂·羅賓斯，也與她一同寫出黛咪·洛瓦托的〈點火器〉（Fire Starter）及五佳人的〈Miss Movin' On〉等歌。
麥可斯曾表示她的創作靈感多來自費歐娜·艾波、麗莎·米謝爾、勞拉·曼寧、蜜西·希金斯、帕拉摩爾樂團、茱莉葉·希姆斯、莎拉·布拉斯科及衝突樂團。
麥可斯自16歲起便在好萊塢流行音樂組織（Hollywood Pop Circuits）下寫歌。她在19歲時認識了賈斯汀·特朗特，他們倆人經常合作寫歌。麥可斯也曾在舉辦於里約熱內盧的2016年夏季奧林匹克運動會閉幕式，與挪威音樂家凱戈一同演出〈Carry Me〉。

### 2017年至今：歌手生涯
2017年1月，麥可斯發行她的首支獨唱單曲〈Issues〉。麥可斯說道「這是我第一次寫出這麼歌如其人、人如其歌的歌曲，我想這首歌絕對要由我來唱。」她也曾表示有許多大牌歌手希望能夠錄製這首歌曲，但卻都遭到她的婉拒。
2017年4月，麥可斯的新歌〈How Do We Get Back to Love〉在HBO電視影集《女孩我最大》中首度曝光。
2017年6月2日，麥可斯推出第二支單曲〈Uh Huh〉。2017年7月28日，麥可斯推出她的首張迷你專輯《Nervous System》。

## 音樂作品
迷你專輯
- 《Nervous System（英语：Nervous System (EP)）》（2017年）

## 獲獎與提名
| 年份   | 獎項              | 類別     | 作品 | 結果 | 參考          |
| ------ | ----------------- | -------- | ---- | ---- | ------------- |
| 2017年 | MTV音樂錄影帶大獎 | 最佳新人 | 本人 | 提名 | [ 16 ] [ 17 ] |